# Loviatar
Loviatar é uma deusa da mitologia finlandesa. Segundo o poema Kalevala, escrita por Elias Lönnrot, a deusa era uma mulher muito feia e cega. Filha de Tuoni e Tuonetar, regentes do submundo, A deusa gerou noves filhos, causadores de doenças.

## Etimologia
Loviatar vem da antiga palavra finlandesa lovi, que significa porta ou vagina. Era utilizada para definir a entrada para o mundo espiritual pelos xamãs. Atualmente, existe na Finlândia a expressão langeta loveen, que significa o estado de transe dos xamãs.

## História
Na história finlandesa mais antiga, Loviatar era a deusa da lua, que era ligada aos mortos através das estrelas. Passados os tempos, e com as mudanças culturais, transformaram-na em deusa do submundo e governante da morte. Com a chegada do cristianismo na Finlândia, a deusa foi endemoniada e a transformaram em uma bruxa feia e velha, mãe das doenças e mazelas do mundo. Na idade do ferro, a deusa era apresentada em poemas como governante do submundo, junto com as suas irmãs, Kivutar e Vammatar.

### Louhi
Algumas histórias ligam Loviatar a bruxa Louhi. Há versões onde a deusa é a mãe de Louhi; em outras versões a referem como filha de Louhi; e há versões onde Louhi foi a parteira da deusa.

### Kalevala
No poema de Elias Lönnrot, escrito no século XIX, conta que Loviatar era a filha de Tuoni e Tuonetar, regentes do submundo; irmã de Kalma (deusa da morte) e Kipu-Tytto (deusa da doença). A deusa engravidou de Iku-Turso (o vento) e, tendo Louhi como parteira, deu à luz a nove filhos: Pistos (dor no peito), Ähky (cólica), Luuvalo (gota), Paise (abscesso), Rupi (sarna), Rutto (peste), Riisi (raquitismo), Syöjä (câncer) e o nono filho nasceu cego e não recebeu um nome.
Loviatar lutou com o povo de Pohjola contra Kaleva, e seu rival era o mago sábio e heroico Väinämöinen. A deusa enviou seus filhos para Kaleva para espalhar doenças e causar estragos, mas seus povo foi curado por Väinämöinen.

## Culto
22 de dezembro era considerado o dia sagrado da deusa. Possuía a lua como símbolo; e suas cores eram branco, prata e azul. Os animais sagrados eram os lobos, as cobras, os lagartos, os sapos e os dragões. Em seu dia sagrado, antigos finlandeses ofertavam uma ovelha aos lobos, em seu nome.